# Этнологический музей (Берлин)
Берлинский этнологический музей (нем. Ethnologisches Museum, до 1999 Museum für Völkerkunde) — один из крупнейших этнологических музеев мира. В нём выставлено около одного миллиона экспонатов доиндустриальной эпохи, собранных в основном немецкими путешественниками и колонизаторами в конце XIX — начале XX веков. Входит в состав Государственных музеев Берлина и располагается в Гумбольдт-форуме в Городском дворце Берлина.
Особую гордость музея составляют реконструированные жилища различных народов мира, лодки, а также бенинские бронзовые изделия. В музее также хранится одна из первых коллекций этнической музыки — звукозаписи Берлинского архива фонограмм, архив фильмов, мини-музей для детей и музей для слепых.
Музей был основан в 1873 году Адольфом Бастианом, ставшим его первым директором, на базе художественной коллекции и кабинета древностей бранденбургских курфюрстов, объединённых позднее в Прусскую королевскую кунсткамеру. В 1829 году из неё была выделена вошедшая в состав Нового музея этнографическая коллекция. В 1881—1885 годах для этнографической коллекции было построено собственное музейное здание, разрушенное во Вторую мировую войну, и коллекция разместилась в здании хранилища. В 1999 году музей получил название «Этнологический музей».